# Лакота, Петер
Петер Лакота (словен. Peter Lakota; род. 23 ноября 1937 года) — югославский горнолыжник.

## Карьера
Бронзовый призёр I Зимней Универсиады во французском Шамони.
Участвовал в зимней Олимпиаде 1964 года в Иннсбруке. Выступал в скоростном спуске (29 место), слаломе (32 место) и гигантском слаломе (33 место).